# 黒はんぺん
黒はんぺん（くろはんぺん）とは、静岡県地方の郷土食である魚肉練り製品。

## 概要

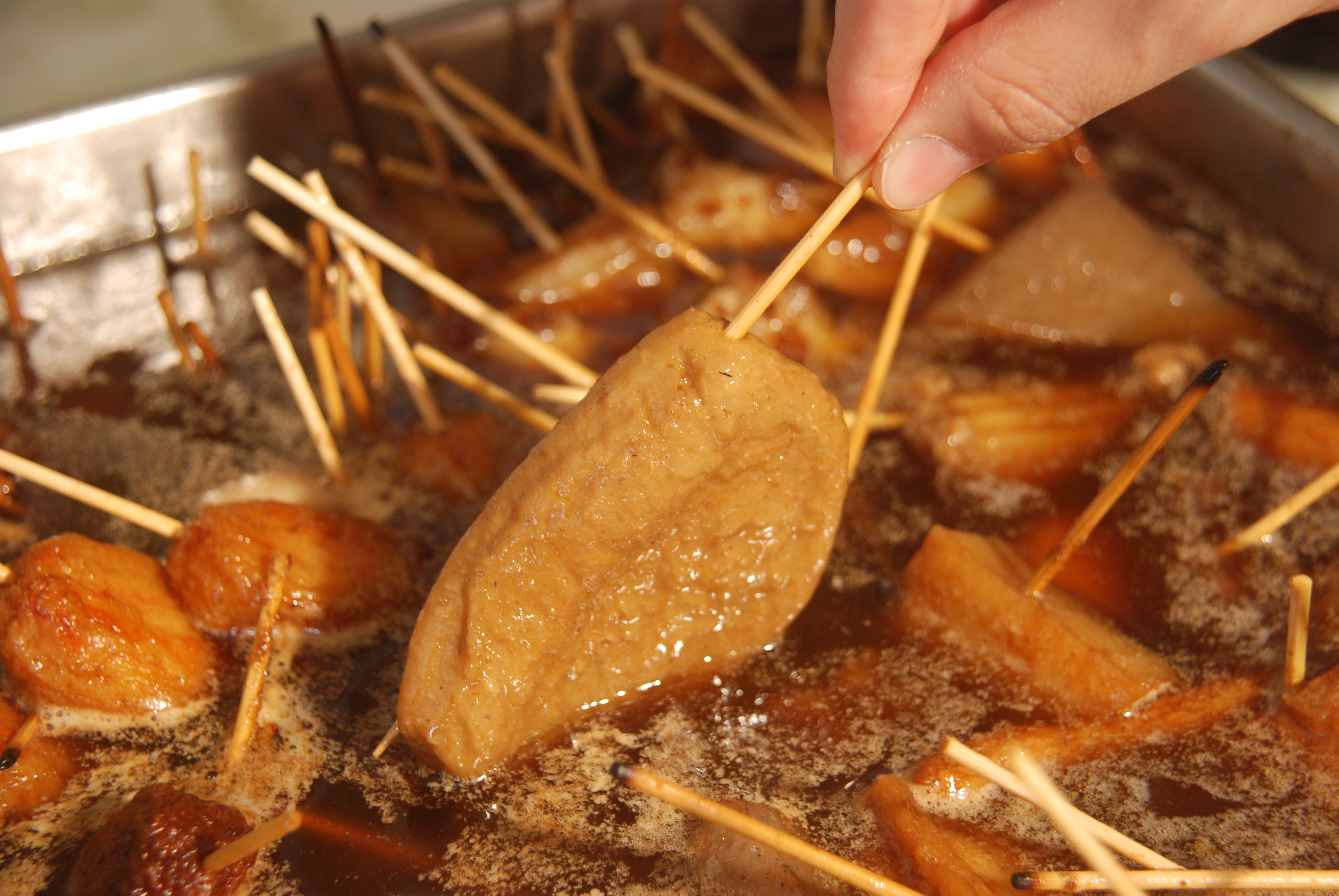
静岡おでんの具材となった黒はんぺん

通常のはんぺんは白色だが、黒はんぺんは灰色で「Ｄ」の字型の独特な形状をしている。静岡で「はんぺん」と言えば通常これを指し、静岡県民が他地方で「白いはんぺん」を見ると驚くこともある。逆に静岡県内では他地方のはんぺんを特に「白はんぺん」として、本品と区別することもある。
静岡県内ほぼ全域で販売・消費されているが、特に焼津市をはじめ、静岡市清水区や沼津市など大漁港周辺の名物とされる。静岡郷土料理の材料であり、静岡おでんの具材の一つとしても有名である。また、遠州地区、特に浜名湖周辺では黒はんぺんではなく白いはんぺんが生産されており、正確には白はんぺん文化圏である。
現在は静岡地方以外であまり知られていないが、2007年から大手練り製品製造メーカーの紀文が京浜地方で黒はんぺんの販売を行っている。また、地域特産品として黒はんぺんバーガー、黒はんぺんフライサンドなどの商品化も行われている。

## 作り方
鯖や鰺、鰯など、新鮮な多獲性の青魚を主原料にする。魚肉に塩、砂糖、澱粉などを混ぜて潰してすり身にし、熱湯で茹であげる。水晒しは普通行わない。円型の器具を使い１枚ずつ手作業で成形していたことからD型の特徴的な形となった。「白はんぺん」のふわふわした柔らかい感触より、かまぼこや薩摩揚げに近い引き締まった食感があり、また原料を骨ごと用いるため、舌に骨粉があたるざらざらした独特の口あたりがある。うま味成分を逃さないので、原料の魚本来の風味が強い。特に、サバを原料とした黒はんぺんは、他の魚肉練り製品にはみられない独特の風味がある。血色素を含むため、加熱後の製品色は灰白色に仕上がる。青魚のつみれとほぼ同じ材料・製法で作られているため、形状が異なる点を除けば固く締まったつみれと似たような味わいとなっている。

## 料理法
様々な食べ方が見受けられる。

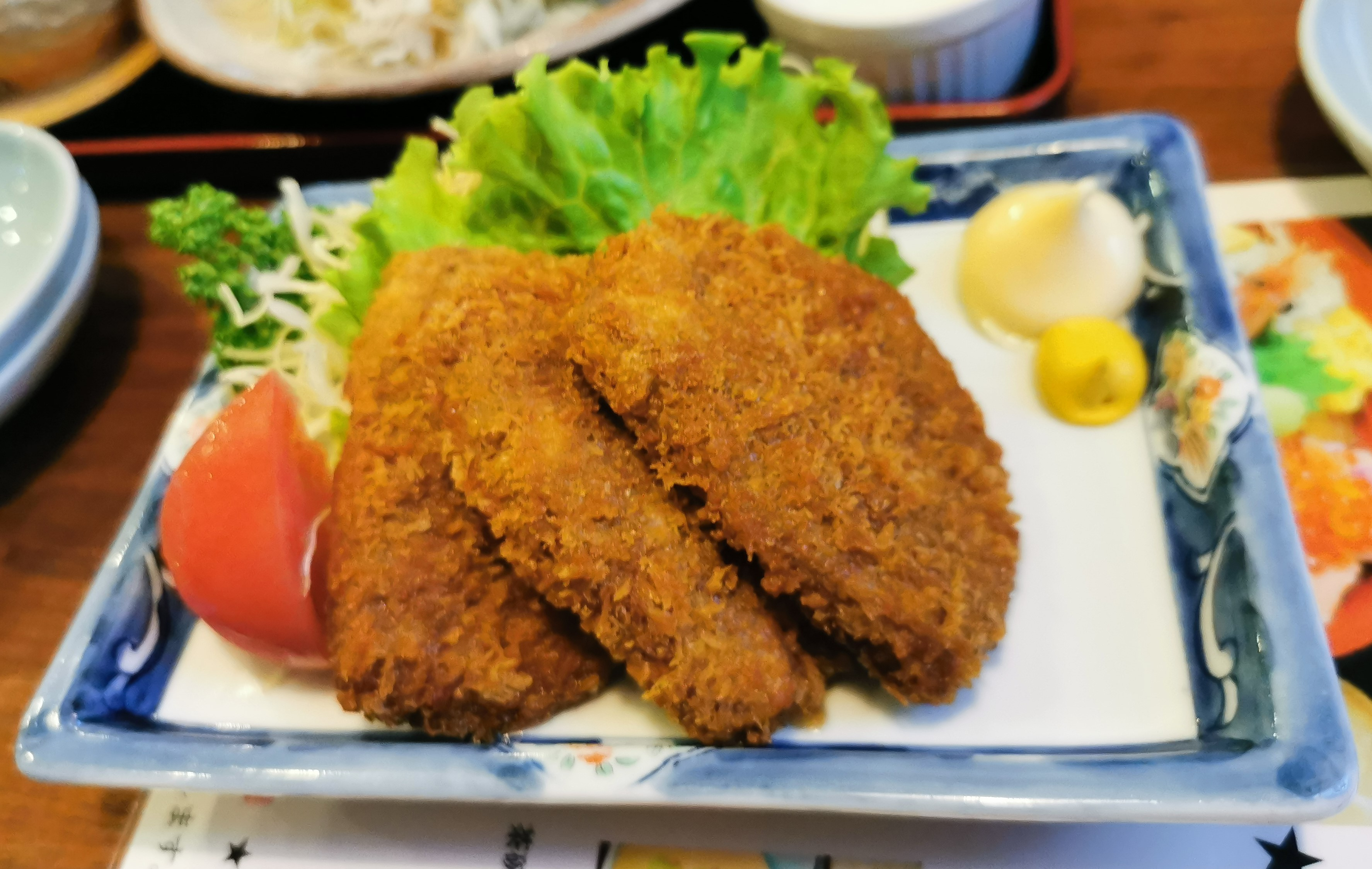
黒はんぺんのフライ

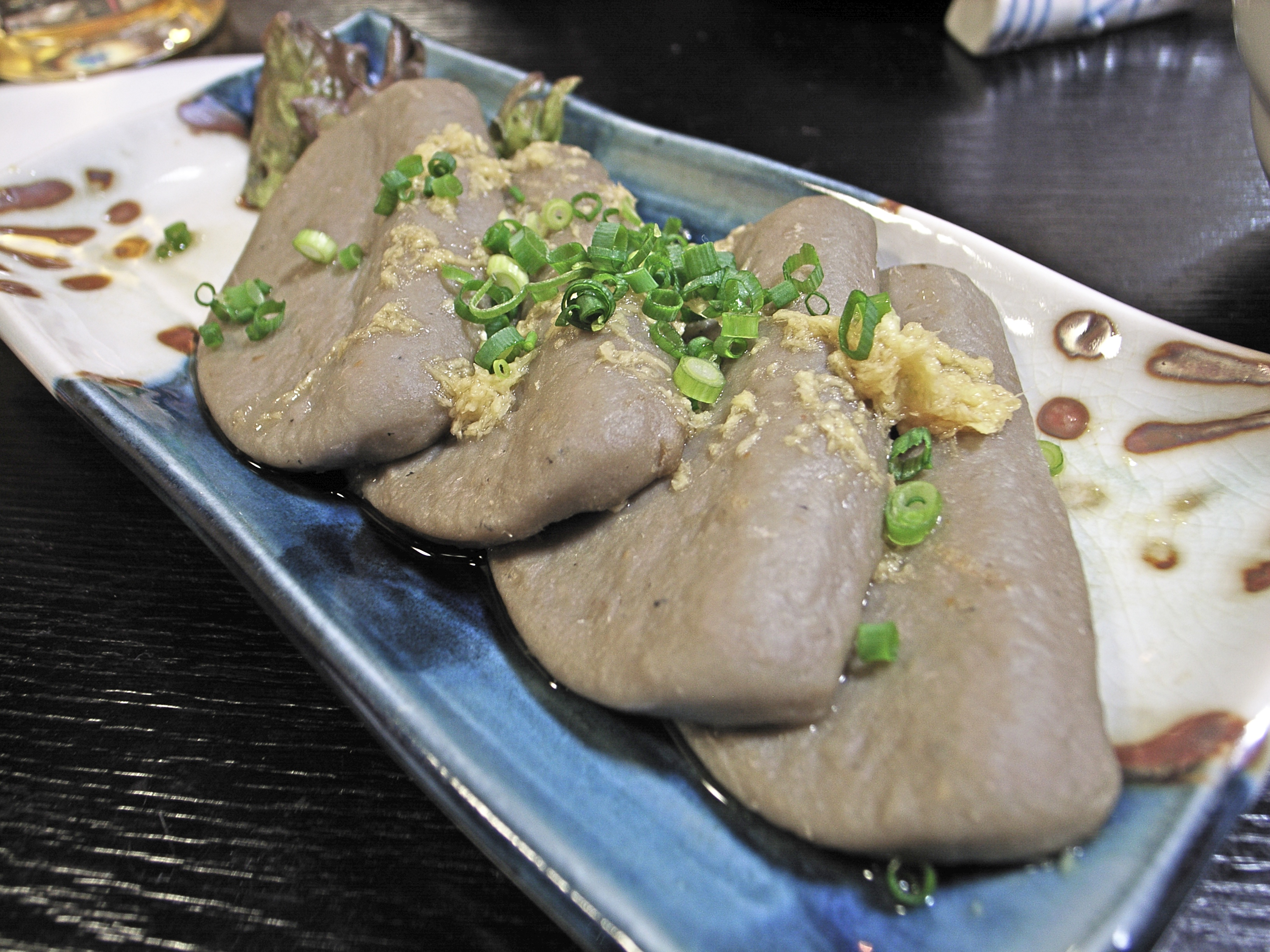
黒はんぺん

- そのままで、あるいは生の本品にわさび醤油・柚子胡椒・マヨネーズやマヨネーズ醤油をつけて食す。
- 焼醤油とみりんで甘辛く煮付ける。
- フライパンでバター焼きにして、醤油をかけて食べる。
- 炙るか、蒸して生姜醤油を付けて食す。
- 揚げる。から揚げ・磯部揚げ・チーズはさみ揚げやパン粉を衣にしたフライ等。
  - 静岡県内の小、中学校では、黒はんぺんのフライが給食のおかずとして出ることがよくある。
  - 蒲原近辺の工場の社員食堂では、黒はんぺんの天ぷら・フライが麺類のトッピングとして扱われている。
- おでん種にする。
- 焼津駅構内にあるベーカリーキヨスク焼津では、黒はんぺんを用いたハンバーガーが販売されている。